# Stacie Orrico
Stacie Joy Orrico (Seattle, 3 marzo 1986) è una cantante statunitense.

## Biografia
Nasce a Seattle, Washington, da genitori italoamericani il 3 marzo 1986, ed è la prima di 5 figli. Fa la sua prima apparizione nel mondo musicale nel 1998, all'età di 12 anni, in un festival di musica cristiana. Attraverso questo festival si fece notare da un manager che le propose immediatamente di partecipare ad un concorso musicale. Lei accettò e vinse. Così firmò il suo primo contratto discografico con la ForeFront Records.
Nel 2000, a soli 14 anni, pubblicò il suo album di debutto Genuine, un album di musica cristiana che vendette 13 000 copie nella prima settimana, stabilendo il record dell'album di debutto di musica cristiana più venduto nella settimana d'uscita.
Uscirono come estratti Don't Look At Me (che rimase in testa alle charts di musica cristiana per 10 settimane consecutive), Stay True, Without Love e With A Little Faith, che riscossero tutti un buon successo facendo vendere all'album più di 500 000 copie negli Stati Uniti ed in Giappone. Nel resto del mondo, invece, l'album non ebbe molto successo.
Nel 2001 lascia la ForeFront Records dicendo di sentirsi "troppo bloccata nello stile musicale", e l'anno seguente passa alla Virgin. Il successo mondiale arriva dopo un anno di lavoro, nel 2003, grazie al suo secondo studio album: Stacie Orrico. L'album venne anticipato dal singolo Stuck, che si rivelò il suo più grande successo in assoluto, raggiungendo la Top 10 della World Top 100 e raggiungendo alte posizioni, oltre che negli Stati Uniti, in Europa, Giappone ed Australia. Venne seguito da (There's Gotta Be) More To Life, anche questo di grandissimo successo nel mondo e con posizioni più alte del precedente nelle chart italiane e negli Stati Uniti, I Promise, I Could Be The One e Instead. Il cd vendette così circa 3 milioni e mezzo di copie in tutto il mondo.
Però, compiuti 18 anni nel 2004, dichiarò di aver "perso la via giusta ed imboccato vicoli pericolosi", e dichiarò che avrebbe lasciato il mondo musicale per qualche anno. Il suo terzo cd, Beautiful Awakening, appare nel marzo del 2007, dopo 3 anni di pausa passati a lavorare, inizialmente come cameriera poi come infermiera, preceduto da I'm Not Missing You, che però raggiunse posizioni piuttosto basse rispetto ai singoli degli album precedenti e non raggiunse nemmeno la Top 100 statunitense, ricevendo un bassissimo airplay dalle radio. Ad ogni modo la canzone divenne popolare nella comunità gay statunitense. Seguì So Simple, che però non venne nemmeno pubblicata negli Stati Uniti. Ebbe comunque un buon successo in Giappone.
Ha pubblicato solo in Giappone, il 27 settembre 2007, una raccolta di tutti i suoi singoli intitolata More To Life: The Best Of Stacie Orrico, ma qualche settimana più tardi la cantante lascia la Virgin per motivi non ancora accertati ed interrompe la pubblicizzazione del suo best of e la pubblicazione di nuovi singoli. Negli anni a seguire la sua attività discografica si è diradata, nonostante abbia continuato ad apparire in concerti dal vivo. Nel 2012 ha collaborato con i The Fray all'incisione di una cover del brano Ready or Not dei Fugees, inserito come bonus track nelle edizioni "Deluxe" del terzo album in studio del gruppo, Scars & Stories.

## Discografia

### Album in studio
- 2000 - Genuine
- 2003 - Stacie Orrico
- 2006 - Beautiful Awakening

### Album dal vivo
- 2004 - Live in Japan

### Raccolte
- 2007 - More to Life: The Best of Stacie Orrico

### Singoli
- 2000 - Don't Look at Me
- 2000 - Without Love
- 2001 - Stay True
- 2001 - With a Little Faith
- 2003 - Stuck
- 2003 - (There's Gotta Be) More to Life
- 2004 - I Promise
- 2004 - I Could Be the One
- 2004 - Instead
- 2007 - I'm Not Missing You
- 2007 - So Simple

## DVD
- 2003 - (There's Gotta Be) More To Life
- 2004 - Live In Japan
- 2007 - More To Life: The Best Of Stacie Orrico DVD